# Теплов, Сергей Тимофеевич
Сергей Тимофеевич Теплов (1905—1946) — советский офицер-пехотинец в Великой Отечественной войне, Герой Советского Союза (15.01.1944). Старший лейтенант.

## Биография
Родился 11 сентября 1905 года в селе Старая Рачейка (ныне — Сызранский район Самарской области). После окончания средней школы работал в пожарной охране. В 1927—1935 годах проходил службу в Рабоче-крестьянской Красной Армии. Уволившись в запас, работал в органах НКВД СССР. Летом 1941 года повторно призван в армию.
С октября того же года — на фронтах Великой Отечественной войны. Участвовал в Сталинградской и в Курской битвах..
К осени 1943 года старший лейтенант Сергей Теплов командовал ротой 467-го стрелкового полка 81-й стрелковой дивизии 29-го стрелкового корпуса 61-й армии Центрального фронта. Отличился во время битвы за Днепр. В ночь с 30 сентября на 1 октября 1943 года рота Теплова переправилась через Днепр в районе деревни Глушец Лоевского района Гомельской области Белорусской ССР и приняла активное участие в боях за захват и удержание плацдарма на его западном берегу, отразив девять немецких контратак и уничтожив либо выведя из строя около 100 солдат и офицеров противника.
Указом Президиума Верховного Совета СССР «О присвоении звания Героя Советского Союза генералам, офицерскому, сержантскому и рядовому составу Красной Армии» от 15 января 1944 года за «образцовое выполнение боевых заданий командования по форсированию реки Днепр и проявленные при этом мужество и героизм» старший лейтенант Сергей Теплов был удостоен высокого звания Героя Советского Союза с вручением ордена Ленина и медали «Золотая Звезда» за номером 3246.
С 1944 года служил заместителем командира батальона 259-го конвойного полка Внутренних войск НКВД СССР (Воронеж). Член ВКП(б) с 1944 года.
В 1945 году старший лейтенант Теплов уволен в запас. Проживал в Сызрани, работал начальником Сызранской МПВО. Погиб при несчастном случае 13 августа 1946 года.

## Награды
Был также награждён двумя медалями.

## Память
Мемориальная доска в память о С. Т. Теплове установлена в 2015 году Российским военно-историческим обществом на здании школы с. Старая Рачейка, где он учился.